# Tatjana Rodionowa (siatkarka)
Tatjana Aleksandrowna Rodionowa, z domu Roszczina (ros. Татьяна Александровна Родионова (Рощина), ur. 23 czerwca 1941 w Moskwie) – rosyjska siatkarka, reprezentantka Związku Radzieckiego, medalista igrzysk olimpijskich i mistrzostw Europy.

## Życiorys
Roszczina zadebiutowała w reprezentacji Związku Radzieckiego w 1963. W tym też roku zdobyła złoty medal na mistrzostwach Europy w Rumunii. Wystąpiła na igrzyskach olimpijskich w Tokio. Zagrała wówczas we wszystkich z pięciu meczów, a jej zespół zdobył srebrny medal. Była w składzie, który zajął pierwsze miejsce na Uniwersjadzie 1965 odbywającej się w Budapeszcie. W 1967 Rodionowa wraz z reprezentacją wywalczyła złoty medal podczas mistrzostw Europy w Turcji. Ostatni mecz w reprezentacji rozegrała w 1967.
Od 1962 do momentu zakończenia kariery zawodniczej 1974 była zawodniczką CSKA Moskwa. Z tym klubem sześciokrotnie zdobyła mistrzostwo ZSRR w latach 1963, 1965, 1966, 1967, 1969 i 1974, a w 1962, 1972 i 1973 wicemistrzostwo. Jest także dwukrotną zwyciężczynią Pucharu Europy z lat 1966 i 1967. Po zakończeniu kariery była trenerką siatkarską.
Za osiągnięcia sportowe została wyróżniona tytułami Zasłużony Mistrz Sportu ZSRR w 1973 i Zasłużony Trener RFSRR w 1991.